# Myotis alticraniatus
Myotis alticraniatus — вид рукокрилих ссавців з родини лиликових.

## Таксономічна примітка
Таксон відокремлено від M. siligorensis і включає thaianus і badius на основі низької молекулярної дивергенції.

## Поширення
Країни проживання: Китай, В'єтнам, Лаос, Камбоджа, Таїланд, М'янма, Малайзія, Індонезія.